# Ó Conchubhair
O'Conor (irlandés medio: Ó Conchubhair; en irlandés: Ó Conchúir, también anglicanizado como O'Connor), es una casa aristocrática y antigua línea real gaélica, que incluyó a muchos Reyes históricos de Connacht y a los últimos Reyes Supremos de Irlanda. La sede familiar es Clonalis House, Castlerea en Condado de Roscommon.
El actual O'Conor Don es Desmond O'Conor (b. 22 de septiembre de 1938) que vive en Rotherfield, Sussex Oriental en Inglaterra.

## Historia
El Ó Conchubhair Donn es la cabeza de un apellido que proporcionó aproximadamente cien Reyes de Connacht, treinta Jefes del Nombre y dos Reyes Supremos de Irlanda, Tairrdelbach Ua Conchobair (1088–1156), y su hijo Ruaidrí Ua Conchobair (c. 1115–1198), el último Rey Supremo.
La familia El O'Conor puede trazar sus orígenes hasta el siglo V sin disputas. Algunos relatos medievales sugieren que desciende de los reyes Milesianos, cuyo pedigrí que afirmaban que su estirpe provenía de Jafet el hijo de Noe, a diez generaciones del Adán bíblico.
A finales del siglo XIV, la dinastía Ó Conchubhair estaba agrupaba en dos divisiones principales, una dirigida por Toirdealbhach Ruadh, la otra por Toirdealbhach Óg (también llamado Toirdealbhach Donn), ambos de la séptima generación desde Cathal Crobhderg. De estos grupos procedían las familias de Ó Conchubhair Ruadh (ahora extintos) y Ó Conchubhair Donn.
Uno de los historiadores preeminentes del siglo XIX, John O'Donovan, dijo una vez de los O'Conors que "Ninguna familia en Irlanda reclama antigüedad más grande y ninguna familia en Europa, real o noble, puede trazar su descendencia a través de tantas generaciones de antepasados legítimos".

### Nombre
El nombre de clan se originó en el siglo X derivado de su fundador Conchobar mac Taidg Mór. La familia contribuyó a la sociedad irlandesa en arte, historia, lengua, política, diplomacia, y otras áreas antes, durante y después del gobierno extranjero en Irlanda. Descienden en la línea paterna de los Connachta Uí Briúin Ai.

### O'Conor Nash de Clonalis
A la muerte en 1981 del Rev. Charles O'Conor Don SJ, Clonalis House, construido en 1878 sede ancestral de la familia O'Conor Don, pasó a su hermana Gertrude O'Conor Nash. Su hijo Pyers no es el presente O'Conor Don ya que el título (como muchos títulos hereditarios) se transmite por línea masculina, y el actual O'Conor Don es Desmond O'Conor de Horsegroves Casa, Rotherfield, Sussex.

## Figuras clave

### Reyes de Connacht
- Conchobar mac Taidg Mór 872–882
- Áed mac Conchobair 882–888
- Tadg mac Conchobair 888–900
- Cathal mac Conchobair 900–925
- Tadg mac Cathail 925–956
- Conchobar mac Tadg 967–973
- Cathal mac Tadg d. 973
- Cathal mac Conchobar mac Taidg 973–1010
- Ruaidrí na Saide Buide 1087–1092
- Tadg mac Ruaidrí Ua Conchobair d. 1097
- Domnall Ua Conchobair 1102–1106
- Toirdelbach Ua Conchobair 1106–1156
- Ruaidrí Ua Conchobair 1156–1186
- Conchobar Maenmaige Ua Conchobair 1186–1189
- Cathal Carragh Ua Conchobair 1190–1202
- Cathal Crobhdearg Ua Conchobair 1202–1224
- Aedh Ua Conchobair 1224–1228
- Aedh mac Ruaidri Ua Conchobair 1228–1233
- Felim mac Cathal Crobderg Ua Conchobair 1233–1256
- Aedh Ó Conchobair 1256–1274
- Aedh Muimhnech Ó Conchobair 1274–1280
- Maghnus Ó Conchobair 1288–1293
- Aedh Ó Conchobair 1293–1309
- Ruaidri Ó Conchobair 1309–1310
- Fedlim Ó Conchobair 1310–1316
- Rory na-bhFeadh Ó Conchobair 1316–1317
- Toirdelbach Ó Conchobair Primer reinado 1317–1318 segundo reinado, 1324–1350
- Cathal mac Domhnall Ó Conchobair 1318–1324
- Aedh mac Aedh Breifneach Ó Conchobair 1342; muerto 1350
- Aedh mac Tairdelbach Ó Conchobair
- Ruaidri mac Tairdelbach Ó Conchobair 1368–1384.

### Jefes de la familia
- Toirdhealbhach Óg Donn mac Aodha meic Toirdhealbhaigh, d. 9 de diciembre de 1406.
- Cathal mac Ruaidhri Ó Conchobhair Donn, d. 19 Mazo 1439.
- Aodh mac Toirdhealbhaigh Óig Ó Conchobhair Donn, d.15 de mayo de 1461.
- Feidhlimidh Geangcach mac Toirdhealbhaigh Óig Ó Conchobhair Donn, d. 1474 @– último Rey plenamente reconocido de Connacht.
- Tadhg mac Eoghain Ó Conchobhair Donn, d. 1476.
- Eoghan Caoch mac Feidhlimidh Gheangcaigh Ó Conchobhair Donn, d. 1485.
- Aodh Og mac Aodh Ó Conchobhair Donn
- Toirdhealbhach Óg mac Ruaidhri Ó Conchobhair Donn, d. 1503
- Conchobhar mac Eoghain Chaoich Ó Conchobhair Donn
- Cairbre mac Eoghain Chaoich Ó Conchobhair Donn, d. 1546
- Aodh mac Eoghain Chaoich Ó Conchobhair Donn, depuso 1550
- Diarmaid mac Cairbre Ó Conchobhair Donn, d. 1585
- Sir Hugh/Aedh Ó Conchobhair Donn, d. 1632
- Un Calbhach mac Aedh Ó Conchobhair Donn, d. 1654 – rey inaugurado popularmente en 1643.
- Hugh Óg mac Aedh Ó Conchobhair Donn, d. 1662.
- Andrew O'Connor Don de Clonalis
- Dominick O'Connor Don de Clonalis, d. 1795
- Alexander O'Connor Don, d. 1820
- Owen O'Connor Don de Clonalis y Ballinagare, d.1831
- Denis O'Conor Don de Clonalis, 1794–1847
- Charles Owen O'Conor Don, 1838–1906
- Denis Charles O'Conor Don, 1869–1917
- Owen Phelim O'Conor Don, 1870–1943
- Fr. Charles O'Conor Don, 1906–1981
- Denis O'Conor Don, 1912 – 10 de julio de 2000
- Desmond O'Conor Don (Presidente de la Cámara de Comercio británico-chilena, anteriormente banquero anterior, reside en Sussex), b.1938.

### Otros miembros notables de la familia
- Hugo O'Conor (Oficial del Ejército español y Gobernador de Texas)
- Thomas O'Connor (Escritor)
- Charles O'Conor (Abogado americano irlandés y Político)
- Nicholas Roderick O'Conor (Diplomático británico)
- Roderic O'Conor (Artista)
- Charles O'Conor (Historiador)
- Charles O'Conor (Sacerdote y autor Histórico)
- Matthew O'Conor (Historiador)
- Denis O'Conor (Político)
- Charles Owen O'Conor (Político)
- Denis Maurice O'Conor (Político)
- Denis O'Conor Don (Anterior Jefe de Nombre O'Connor, murió 10 de julio de 2000).